# Taurize
Taurize település Franciaországban, Aude megyében. Lakosainak száma 106 fő (2022. január 1.). Taurize Lairière, Mayronnes, Rieux-en-Val, Serviès-en-Val és Villetritouls községekkel határos.

## Népesség
A település népessége az elmúlt években az alábbi módon változott:
| Lakosok száma | 55   | 62   | 56   | 64   | 92   | 108  | 113  | 111  | 110  | 106  |
|               | 1968 | 1982 | 1990 | 2006 | 2013 | 2015 | 2017 | 2019 | 2020 | 2022 |